# Azerbaigian ai XIX Giochi olimpici invernali
L'Azerbaigian ha partecipato ai XIX Giochi olimpici invernali di Salt Lake City, che si sono svolti dall'8 al 24 febbraio 2002, con una delegazione di 4 atleti.

## Pattinaggio di figura
| Gara                 | Atleta       | Breve | Breve | Libero | Libero | Totale | Totale |
| Gara                 | Atleta       | Punti | Pos.  | Punti  | Pos.   | Punti  | Pos.   |
| -------------------- | ------------ | ----- | ----- | ------ | ------ | ------ | ------ |
| Individuale maschile | Sergey Rilov | 11,00 | 22    | 22,00  | 22     | 33,00  | 24     |

| Gara              | Atleta                      | Obbligatorio | Obbligatorio | Breve/Originale | Breve/Originale | Libero | Libero | Totale | Totale |
| Gara              | Atleta                      | Punti        | Pos.         | Punti           | Pos.            | Punti  | Pos.   | Punti  | Pos.   |
| ----------------- | --------------------------- | ------------ | ------------ | --------------- | --------------- | ------ | ------ | ------ | ------ |
| Danza su ghiaccio | Kristin Fraser Igor Lukanin | 7,00         | 17           | 10,60           | 18              | 17,00  | 17     | 34,60  | 17     |

## Sci alpino
| Gara   | Atleta        | 1° manche  | 2° manche | Tempo totale | Posizione |
| ------ | ------------- | ---------- | --------- | ------------ | --------- |
| Slalom | Elbrus Isakov | non finito | –         | non finito   |           |